# Brennpunkt L.A.
Brennpunkt L.A., auch unter dem Verweistitel Lethal Weapon 2 – Brennpunkt L.A. bekannt, ist ein US-amerikanischer Actionfilm aus dem Jahr 1989. Der Regisseur war Richard Donner, das Drehbuch schrieben Shane Black, Jeffrey Boam und Warren Murphy. Die Hauptrollen spielten Mel Gibson und Danny Glover.
Der Film ist eine Fortsetzung des Actionfilms Lethal Weapon – Zwei stahlharte Profis aus dem Jahr 1987. Der Film startete am 28. September 1989 in den bundesdeutschen Kinos.

## Handlung
Die LAPD-Detectives Martin Riggs und Roger Murtaugh verfolgen eines Nachts ein Auto. Es fährt in einen Laden hinein und verunglückt; der Fahrer kann entkommen, doch Riggs und Murtaugh finden den Kofferraum gefüllt mit Krugerrand-Goldmünzen.
Am nächsten Tag werden sie beauftragt, den Zeugen Leo Getz zu beschützen. Sie verhindern einen Anschlag auf ihn und erfahren, dass Getz ca. 500 Millionen US-Dollar Drogengelder gewaschen hatte. Riggs und Murtaugh kommen auf die Spur der südafrikanischen Diplomaten um Arjen Rudd und dessen Assistenten Pieter Vorstedt, die ihre diplomatische Immunität missbrauchen, um mit Drogen zu handeln. Da sie ihn offiziell nicht belangen können, versuchen Riggs und Murtaugh, ihn zu einer Dummheit zu provozieren, was allerdings darauf hinausläuft, dass Rudd die beiden Cops als Gefahr anzusehen beginnt. Mit einem nächtlichen Überfall auf Murtaughs Familie und schließlich einem Sprengsatz auf seiner Toilette sollen die Ermittler eingeschüchtert werden.
Riggs lernt die Sekretärin des Konsulats, Rika van den Haas, kennen, mit der er eine Liebesbeziehung eingeht; jedoch werden die beiden von Vorstedt und seinen Männern entführt. Riggs erfährt, dass Vorstedt ihn bereits einige Jahre früher hatte töten wollen, weil Riggs damals ihrer Organisation gefährlich nahegekommen war. Stattdessen traf der Mordanschlag von Vorstedt Riggs Ehefrau. Riggs kann fliehen, doch Rika wird umgebracht. Zudem verüben die Gangster auch Mordanschläge auf Murtaughs und Riggs Kollegen, bei denen die meisten umkommen. Murtaugh selbst wird in seinem eigenen Haus überfallen und kann seine Angreifer töten, doch dabei fällt Leo den Gangstern in die Hände.
Riggs und Murtaugh erklären daraufhin Rudd und seiner Bande den Krieg. Nachdem sie das Haus des Konsuls überfallen und Leo wieder befreit haben, verfolgen sie seine Spur zu einem Schiff, mit welchem die Drogengelder nach Südafrika gebracht werden sollen. Sie werden entdeckt, entkommen aber der ihnen gestellten Falle und liefern sich einen Schusswechsel mit der Mannschaft. Riggs stellt schließlich Vorstedt und zerquetscht ihn unter einem Container; daraufhin wird er jedoch von Rudd angeschossen. Als Murtaugh ihn stellt, beruft Rudd sich siegessicher auf seine diplomatische Immunität. Murtaugh erschießt ihn mit dem sarkastischen Kommentar „… die ist soeben abgelaufen“ und findet Riggs – zwar schwerverletzt, doch lebend – vor. Gemeinsam lachen sie ein wenig über ihren Zustand, während Verstärkung anrückt.

## Kritiken
Roger Ebert schrieb in der Chicago Sun-Times vom 7. Juli 1989, der Film sei als eine Fortsetzung in derselben Qualität wie das Original eine „Rarität“. Er lobte die Regie von Richard Donner und die „erfrischenden“ Dialoge von Jeffrey Boam. Außerdem lobte er die Einführung des komischen Charakters des Leo Getz.

„Überraschend unterhaltsame Fortsetzung des harten Kriminalfilms ,Zwei stahlharte Profis‘ (1986). Die dünne Handlung wird ebenso absichts- wie wirkungsvoll aufgeputscht durch betont übertriebene Stereotype des Genres, viel Action, fabelhafte Spezialeffekte und eine gute Portion Ironie.“

## Auszeichnungen
Der Film wurde im Jahr 1990 für die Besten Soundeffekte für den Oscar nominiert. Eric Clapton, Michael Kamen und David Sanborn gewannen 1990 den BMI Film Music Award.

## Hintergründe
Der Film war mit einem Einspielergebnis von ca. 150 Millionen US-Dollar in den USA und ca. 80 Millionen US-Dollar außerhalb der USA der kommerziell dritterfolgreichste Film des Jahres 1989.

## Synchronisation
| Rolle                        | Darsteller        | Synchronsprecher   |
| ---------------------------- | ----------------- | ------------------ |
| Martin Riggs                 | Mel Gibson        | Elmar Wepper       |
| Roger Murtaugh               | Danny Glover      | Uwe Friedrichsen   |
| Leo Getz                     | Joe Pesci         | Mogens von Gadow   |
| Arjen Rudd                   | Joss Ackland      | Friedrich Schütter |
| Pieter Vorstedt              | Derrick O’Connor  | Fred Maire         |
| Rika van den Haas            | Patsy Kensit      | Madeleine Stolze   |
| Trish Murtaugh               | Darlene Love      | Marion Hartmann    |
| Captain Ed Murphy            | Steve Kahan       | Reinhard Glemnitz  |
| Tim Cavanaugh                | Dean Norris       | Fred Klaus         |
| Hans                         | Mark Rolston      | Michael Brennicke  |
| Meagan Shapiro               | Jenette Goldstein | Manuela Renard     |
| George                       | Allan Dean Moore  | Manou Lubowski     |
| Becker                       | Kenneth Tigar     | Michael Rüth       |
| Mickey McGee, der Zimmermann | Jack McGee        | Michael Gahr       |